# Хендерсон (округ, Техас)
Округ Хендерсон (англ. Henderson County) расположен в США, штате Техас. На 2000 год численность населения составляла 73 276 человек. По оценке бюро переписи населения США в 2009 году население округа составляло 78 921 человек. Окружным центром является город Атенс.

## История
Округ Хендерсон был сформирован в 1846 году. Он был назван в честь Джеймса Пинкни Хендерсона — первого губернатора штата Техас.

## География
По данными Бюро переписи населения США, площадь округа Хендерсон составляет 2264 км².

### Основные шоссе
- Шоссе 175
- Автострада 19
- Автострада 31
- Автострада 155
- Автострада 198
- Автострада 274
- Автострада 334

### Соседние округа
- Кофмен  (север)
- Ван-Зандт  (север)
- Смит  (восток)
- Чероки  (юго-восток)
- Андерсон  (юг)
- Фристон  (юго-запад)
- Наварро  (запад)
- Эллис  (северо-запад)

## Демография
По данным переписи населения 2000 года в округе проживало 73 276 жителей. Среди них 23,0 % составляли дети до 18 лет, 18,7 % люди возрастом более 65 лет. 50,8 % населения составляли женщины.
Национальный состав был следующим: 91,4 % белых, 6,5 % афроамериканцев, 0,6 % представителей коренных народов, 0,4 % азиатов, 10,3 % латиноамериканцев. 1,2 % населения являлись представителями двух или более рас.
Средний доход на душу населения в округе составлял $17772. 15,4 % населения имело доход ниже прожиточного минимума. Средний доход на домохозяйство составлял $40145.
Также 73,5 % взрослого населения имело законченное среднее образование, а 12,1 % имело высшее образование.